# August Schultz
August Schultz (* 10. Juli 1852 in Breslau; † 19. Dezember 1889 in Hirschberg) war ein deutscher Klassischer Philologe und Gymnasiallehrer.

## Leben
Nach der Reifeprüfung am Maria-Magdalenen-Gymnasium in Breslau (Ostern 1869) studierte Schultz Klassische Philologie, Germanistik und Philosophie an den Universitäten in Breslau und Berlin. Am 3. Juli 1874 wurde Schultz in Breslau bei Richard Foerster mit der Dissertation De Theseo quaestio archaeologica promoviert. Nach dem Examen am 19. November 1875 absolvierte er sein Probejahr am Gymnasium zu Ratibor. Am 1. Oktober 1877 wurde er als Verwalter einer Lehrerstelle mit 1800 Mark Gehalt angestellt. Schließlich erhielt Schultz am 15. April 1878 eine feste Anstellung am Gymnasium zu Hirschberg in Schlesien. Am 19. Dezember 1889 starb er im Alter von 37 Jahren.
Neben seiner Lehrtätigkeit war Schultz wissenschaftlich tätig. Er veröffentlichte Aufsätze in den Neuen Jahrbüchern für Philologie und Pädagogik und in den Jahrbüchern für classische Philologie sowie zahlreiche Artikel in Wilhelm Heinrich Roschers Ausführlichem Lexikon der griechischen und römischen Mythologie.

## Schriften (Auswahl)
- De Theseo quaestio archaeologica. Breslau 1874 (Digitalisat).
- Zur Topographie von Athen. In: Rheinisches Museum für Philologie. Band 30 (1875), S. 528–533 (Digitalisat).
- Il mito di Pelia su Vaso Cornetano. In: Annali dell' Istituto. Band 48 (1876), S. 43–48.
- Die Aktorionensage in ihrer Verflechtung mit andern Sagen dargestellt. Hirschberg 1881.